# Uniwersytet WSB Merito Bydgoszcz
Uniwersytet WSB Merito Bydgoszcz – uczelnia niepubliczna kształcąca na kierunkach ekonomicznych i humanistycznych, będąca jednostką dydaktyczno-naukową niepublicznego Uniwersytetu WSB Merito w Toruniu, funkcjonującą w Bydgoszczy od 2007 roku.

## Historia
Wydział powstał w wyniku Decyzji Ministra Nauki i Szkolnictwa Wyższego z dnia 22 lutego 2007 roku pod nazwą Zamiejscowy Wydział Finansów i Zarządzania w Bydgoszczy. Wydział otrzymał uprawnienia do kształcenia w ramach studiów I stopnia na dwóch kierunkach: finanse i rachunkowość oraz zarządzanie.
W 2008 oferta edukacyjna powiększyła się o administrację, a w 2010 o logistykę i socjologię. W 2011 otwarto studia magisterskie na kierunku zarządzanie.
W 2013 roku Wyższa Szkoła Bankowa (WSB) w Bydgoszczy otrzymała pozytywną opinię PKA do kształcenia na studiach I stopnia na kierunku Inżynieria Zarządzania oraz na studiach II stopnia na kierunku Logistyka. Uruchomiono także studia MBA – Master of Business Administration we współpracy z amerykańską uczelnią Franklin University. Poza tym WSB w Bydgoszczy oferowała kształcenie na studiach jednolitych magisterskich, studiach podyplomowych, zajęcia na Uniwersytecie Każdego Wieku, kursy językowe oraz edukację dofinansowaną z EFS.
31 grudnia 2013 roku ze stanowiska rektora uczelni odszedł prof. dr hab. Jan Głuchowski, którego zastąpił wieloletni profesor toruńskiej WSB, prof. dr hab. Marek Stankiewicz. 1 września 2024 roku stanowisko rektora uczelni objęła dr hab. Monika Chodorek.
15 października 2018 roku władze WSB zorganizowały obchody 20-lecia jej istnienia.
W 2023 Wyższa Szkoła Bankowa (WSB) w Bydgoszczy została uniwersytetem oraz zmieniła nazwę na Uniwersytet WSB Merito w Bydgoszczy.

## Władze
Źródło:
- Rektor – dr hab. Monika Chodorek
- Kanclerz – dr Anna Kocikowska
- Wicekanclerz – Violetta Bartoszuk
- Dziekan – dr Magdalena Kucińska-Głogowska
- Prodziekani: dr Aldona Lipka, dr Piotr Sieńko

## Kształcenie
Uniwersytet WSB Merito w Bydgoszczy oferuje studia I stopnia (licencjackie i inżynierskie), II stopnia, studia jednolite magisterskie, a także studia podyplomowe i studia MBA, które zostały przygotowane we współpracy z amerykańską uczelnią Franklin University.
- Administracja (lic.)
- Administracja i bezpieczeństwo wewnętrzne (mgr.)
- Bezpieczeństwo wewnętrzne (lic.)
- Design w biznesie (lic.)
- Dietetyka (lic.)
- Finanse i Rachunkowość (lic., mgr.)
- Finansowo-prawny (mgr.)
- Informatyka w biznesie (lic., inż., mgr.)
- Inżynieria zarządzania (inż., mgr.)
- Logistyka (lic., inż., mgr.)
- Marketing i Sprzedaż (lic.)
- Pedagogika (lic., mgr.)
- Prawo w biznesie (lic.)
- Psychologia (jednolite mgr.)
- Psychologia w biznesie (lic.)
- Turystyka (lic.)
- Zarządzanie (lic., mgr.)

Na uczelni funkcjonują: Centrum Współpracy z Biznesem, Centrum Studiów Podyplomowych, Biuro Karier, Biuro Projektów, Centrum Języków Obcych oraz Uniwersytet Każdego Wieku.

## Instytuty i Katedry
Pracownicy naukowo-dydaktyczni Uniwersytetu WSB Merito (UWSB) w Bydgoszczy tworzą zespoły specjalizujące się w danej dziedzinie. Zespoły zajmujące się pokrewnymi dziedzinami tworzą katedry.
Na Wydziale Finansów i Zarządzania UWSB Merito w Bydgoszczy funkcjonują następujące Instytuty:
- Katedra Logistyki
- Katedra Nauk Społecznych.

## Baza dydaktyczna
Wydział Finansów i Zarządzania w Bydgoszczy zlokalizowany jest w kampusie przy ul. Fordońskiej 74. Siedziba Uniwersytetu WSB Merito (UWSB) w Bydgoszczy to:
- blisko 4800 m² powierzchni łącznej budynku
- 2700 m² powierzchni sal dydaktycznych
- 2350 miejsc w salach dydaktycznych
- 46 sal dydaktycznych
- 3 aule (sale audytoryjne) na ponad 200 osób w pełni wyposażone w sprzęt multimedialny
- sale ćwiczeniowe, seminaryjne, konwersatoryjne
- laboratorium językowe oraz druku 3D, frezarki CNC, pracownię kierunku design w biznesie
- 8 sal/pracowni komputerowych
- biblioteka i czytelnia
- strefy studenta
- punkt gastronomiczny – bar/kawiarnia
- ok 400 bezpłatnych miejsc parkingowych
- zlokalizowana w b. dobrym punkcie komunikacyjnym
- udogodnienia dla osób niepełnosprawnych, np. podjazdy i windy
- punkt ksero.

Siedziba bydgoskiego UWSB Merito jest w pełni przystosowana dla osób niepełnosprawnych i starszych.
W budynku UWSB Merito można połączyć się z bezpłatną siecią Wi-Fi. Na terenie uczelni znajdują się również kioski internetowe, a sami studenci mają możliwość korzystania z internetowej platformy edukacyjnej Moodle lub platformy do nauki języków obcych.

## Biblioteka
Bydgoski Uniwersytet WSB Merito (UWSB) posiada specjalistyczną bibliotekę, nagrodzoną w 2007 roku Medalem Europejskim. W jej skład wchodzą: czytelnia z salą komputerową, informatorium, a także wypożyczalnia. Zbiory biblioteki liczą obecnie ok. 20 000 woluminów, około 40 tytułów czasopism drukowanych, ponad 300 tytułów czasopism w formie elektronicznej.
Biblioteka bydgoskiego UWSB Merito to:
- wolny dostęp do książek, czasopism, materiałów informacyjnych, źródeł elektronicznych;
- ponad 18 000 książek w wersji papierowej;
- ponad 40 tytułów czasopism drukowanych i ponad 70000 tytułów czasopism w formie elektronicznej dostępnych w ramach elektronicznych bazach danych;
- nowoczesne źródła informacji: elektroniczne bazy danych, e-booki, audiobooki;
- pracownia komputerowa z dostępem do Internetu, sieć bezprzewodowa Wi-Fi, skaner oraz stanowisko komputerowe przystosowane dla osób niepełnosprawnych;
- pomoc w poszukiwaniach bibliograficznych;
- szkolenia w zakresie wyszukiwania informacji w bazach danych, czasopismach elektronicznych, katalogu on-line oraz Internecie; miejsce szkoleń, spotkań autorskich, kiermaszów książkowych.

Księgozbiór gromadzony jest zgodnie z profilem biznesowym uczelni i obejmuje publikacje z takich dziedzin, jak: bankowość, finanse, rachunkowość, ekonomia, prawo, marketing, public relations, zarządzanie, finanse międzynarodowe, system podatkowy, informatyka, logistyka i socjologia, bezpieczeństwo wewnętrzne, pedagogika i psychologia w biznesie, a także HR.
Biblioteka wyposażona jest w nowoczesny sprzęt multimedialny: czytniki e-booków, tablety, audiobooki oraz elektroniczne bazy danych, do których studenci mają dostęp 24h/7 dni w tygodniu.

## Działalność studencka
Źródło:
- Samorząd Studencki
- Koła Naukowe:
  - Rachunkowości
  - Ubezpieczeń
  - Aloha (turystyka)
  - VisMaior (prawo)
  - Praktyka Prawa
  - Mediacji i Negocjacji
  - Coachingu
  - Psychologii Praktycznej